# Wikipedia tiếng Cebu
Wikipedia tiếng Cebu (tiếng Cebuano: Wikipedya sa Sinugboanon) là phiên bản tiếng Cebu, một ngôn ngữ tại Philippines của Wikipedia, có mã là ceb. Với hơn 6.116.181 bài viết, là Wikipedia lớn thứ hai về số lượng bài viết được tạo. Tuy nhiên Wikipedia tiếng Cebu chỉ có 153 người dùng hoạt động tích cực và 7 bảo quản viên (nếu tính cả tài khoản Bộ lọc sai phạm). Hầu hết các bài viết trên Wikipedia tiếng Cebu đều được tạo bởi Lsjbot của Sverker Johansson.

## Tầm quan trọng trong lĩnh vực ngôn ngữ
Đây là Wikipedia tiếng Philippine lớn nhất tính theo số lượng bài viết, trước Wikipedia tiếng Waray và Wikipedia tiếng Tagalog (tính đến ngày 4 tháng 8, 2025 có 1.266.725 và 48.779 bài viết tương ứng).
Tiếng Cebuano là ngôn ngữ được nói nhiều thứ 2 ở Philippines với khoảng 20 triệu người nói. Cộng đồng Wikipedia tiếng Cebu tuyên bố đây là bách khoa toàn thư mở trên Internet duy nhất bằng ngôn ngữ này.
Tuy nhiên, Wikipedia tiếng Cebu dường như không được sử dụng rộng rãi ở Philippines. Tính đến tháng 3 năm 2021, 90% lượt xem Wikipedia từ Philippines hướng đến Wikipedia tiếng Anh, 5% lượt xem hướng đến Wikipedia tiếng Tagalog và 3% lượt xem hướng đến Wikipedia tiếng Nga. Khoảng 30% lượt xem Wikipedia tiếng Cebu đến từ Trung Quốc, 22% đến từ Hoa Kỳ và chỉ khoảng 11% từ Philippines (gần bằng số lượng từ Pháp).

## Lịch sử
Ngày 11 tháng 6 năm 2013, Wikipedia tiếng Cebu có 460.000 bài viết và 14.029 thành viên đăng ký, đứng thứ 14 trong các ngôn ngữ hỗ trợ của Wikipedia.
Đến ngày 24 tháng 8 năm 2015, nó đã có 1.211.032 bài, leo lên đứng thứ 9 trong các phiên bản Wikipedia.
Ngày 29 tháng 5 năm 2016, nó đã đạt 2.451.551 bài viết, lớn thứ 3 trong các phiên bản hỗ trợ của Wikipedia.
Sự tăng trưởng của Wikipedia tiếng Cebu một phần là do một bot tên Lsjbot, được tạo vào năm 2012.
Hiện giờ, Wikipedia này đang có khoảng 6.116.181 bài viết và 130.021 thành viên đăng ký, chỉ đứng sau Wikipedia tiếng Anh.